# Centrale de Goldisthal
La centrale hydroélectrique de Goldisthal est une centrale hydroélectrique de pompage allemande, dans les monts de Thuringe sur le cours supérieur de la rivière Schwarza, sur le territoire de la commune de Goldisthal, dans l'arrondissement de Sonneberg en Thuringe.
Elle a été construite de 1997 à 2004. Sa puissance installée de 1 060 MW en fait la plus grande centrale hydroélectrique en Allemagne et l'une des plus grandes d'Europe.

## Historique

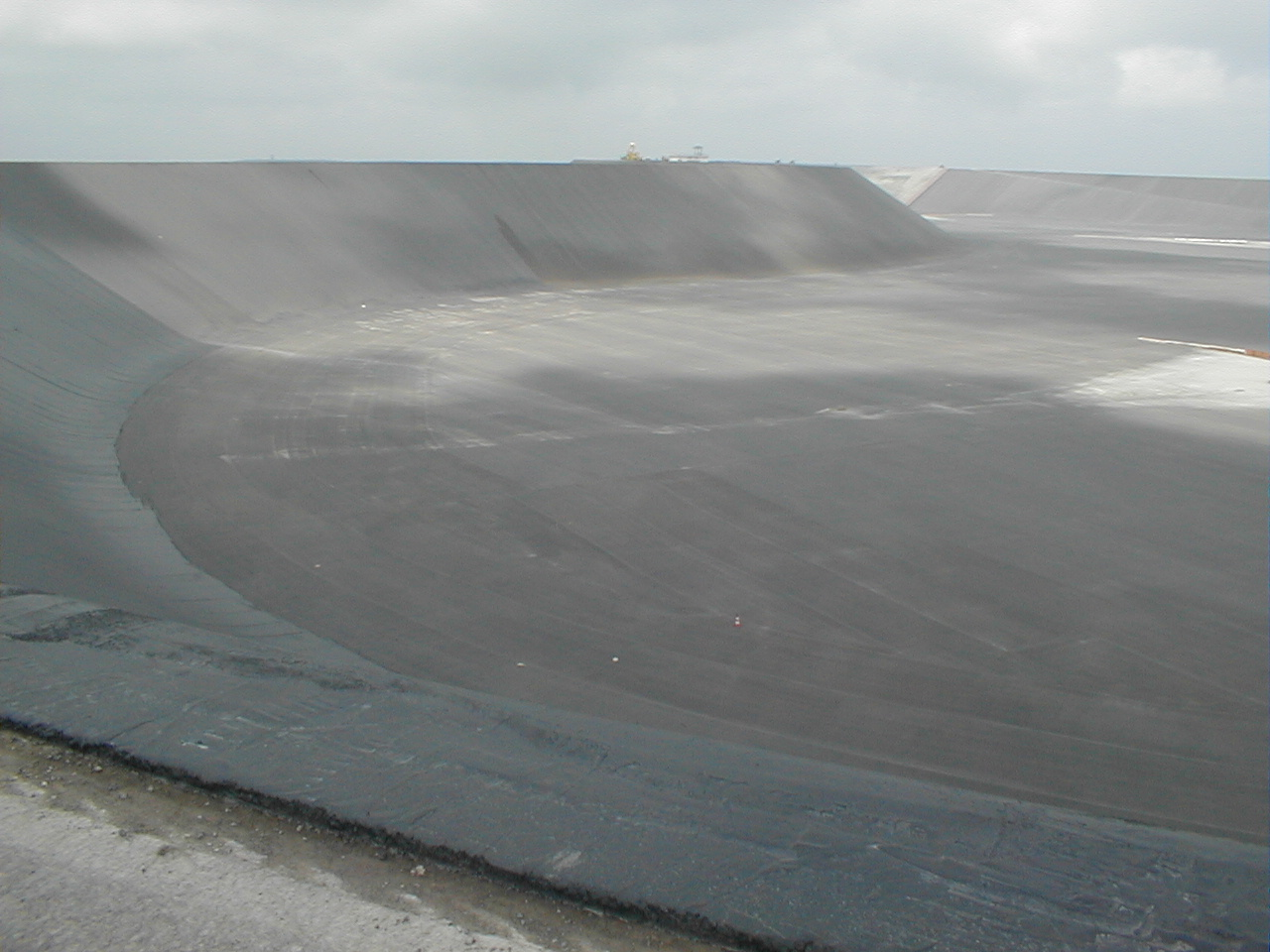
Réservoir supérieur en construction en 2002.

Dès le départ, le projet de construction de cette centrale fut très contesté et suscita une forte résistance d'associations pour la protection de l'environnement, en particulier de BUND (branche allemande des Amis de la Terre) et de la Grüne Liga.
Le projet fut conçu initialement en 1965 et en 1975 des études géologiques furent réalisées. Les études furent suspendues en 1980/1981 à cause de problèmes budgétaires, mais furent relancées en 1988 ; après la réunification, la société VEAG formée pour gérer le système électrique est-allemand effectua en 1991 les études démontrant la viabilité économique du projet. En 1993 furent engagées les procédures analogues aux enquêtes d'utilité publique françaises. Les associations de défense de l'environnement s'opposèrent vigoureusement au projet, non seulement à cause de ses impacts paysagers et écologiques (la zone concernée était un habitat du Grand Tétras, espèce menacée de disparition), mais aussi en tant qu'« énergivore ». BUND porta l'affaire devant les tribunaux, et finalement, en 1997, VEAG, pressée d'aboutir, obtint le retrait de la plainte de BUND en échange d'un règlement négocié de 7 millions de DM (3,58 millions d'euros) qui servit à fonder la Naturstiftung David (Fondation David pour la Nature) vouée « à la promotion de projets pour la protection de la nature et les énergies renouvelables dans les nouveaux Länder ».
La construction commença finalement en 1997 et les premiers générateurs furent mis en service en 2003. La centrale fut ouverte officiellement le 30 septembre 2003. En 2004, les deux derniers générateurs furent mis en service. La centrale est maintenant exploitée par Vattenfall. Les coûts de construction s'élevèrent à 600 millions d'euros.

## Caractéristiques techniques des barrages

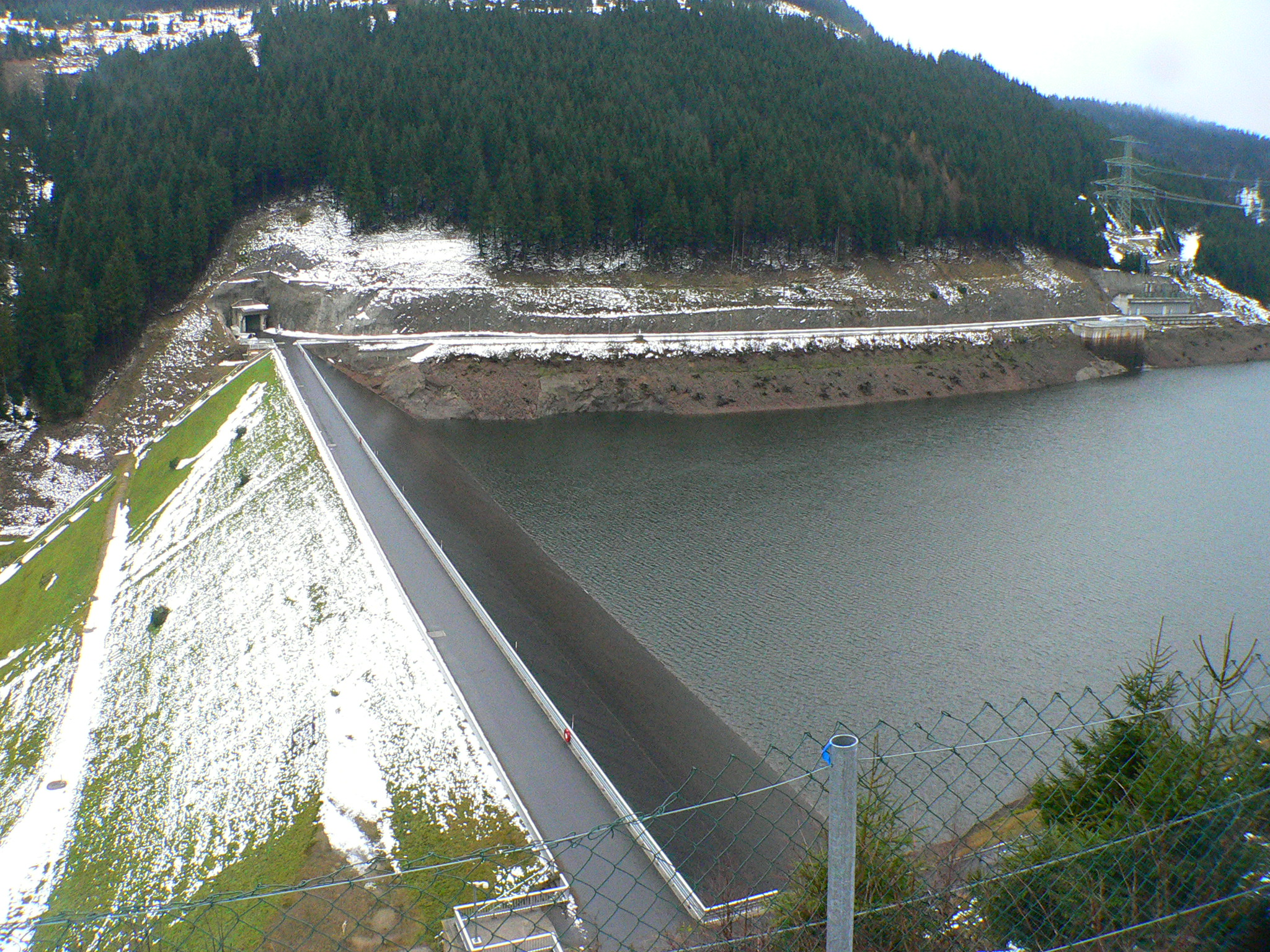
Barrage du réservoir inférieur de Goldisthal (Schwarza) (2007).

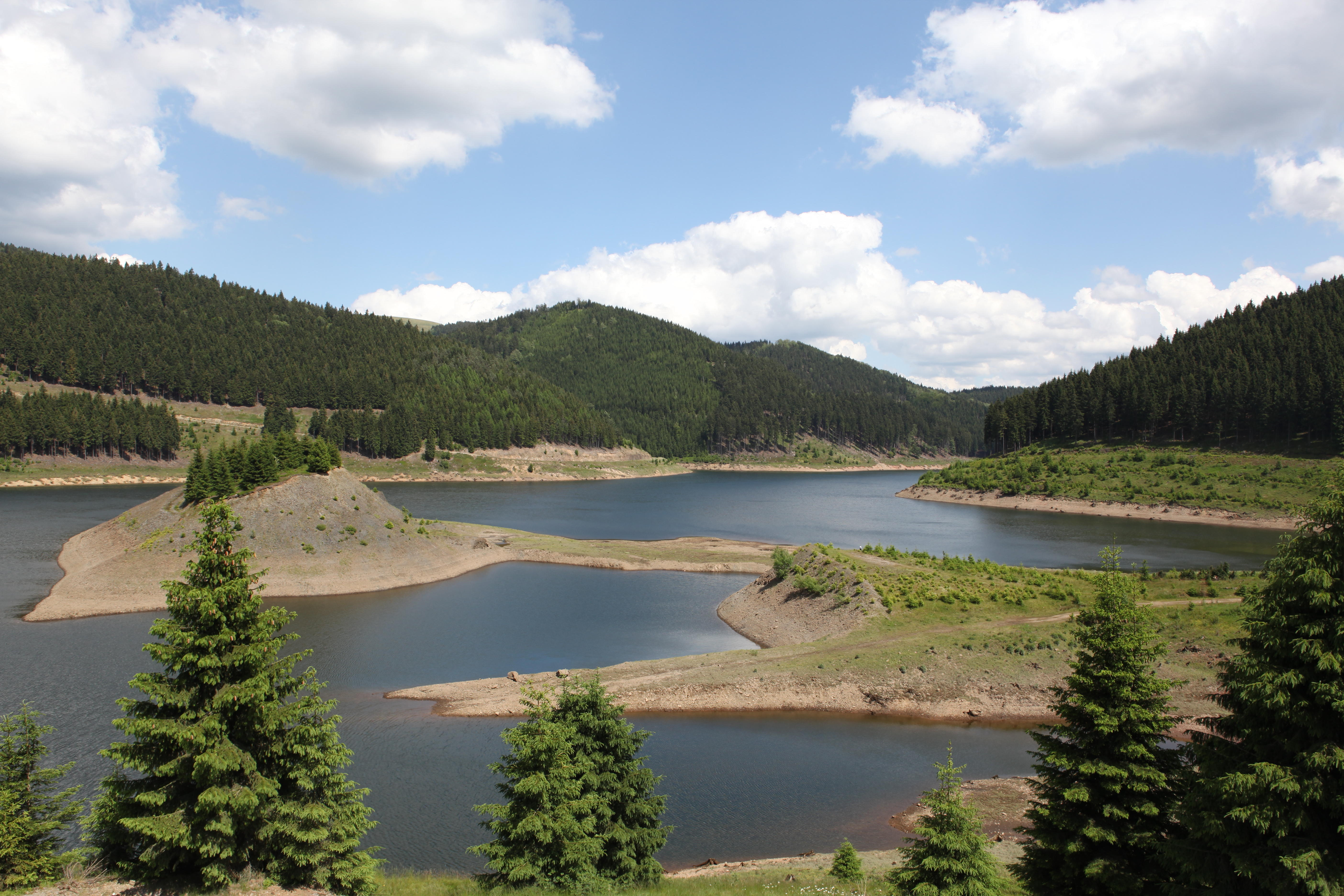
Lac de la haute vallée de la Schwarza (réservoir inférieur de Goldisthal), au premier plan l'Île aux Oiseaux.

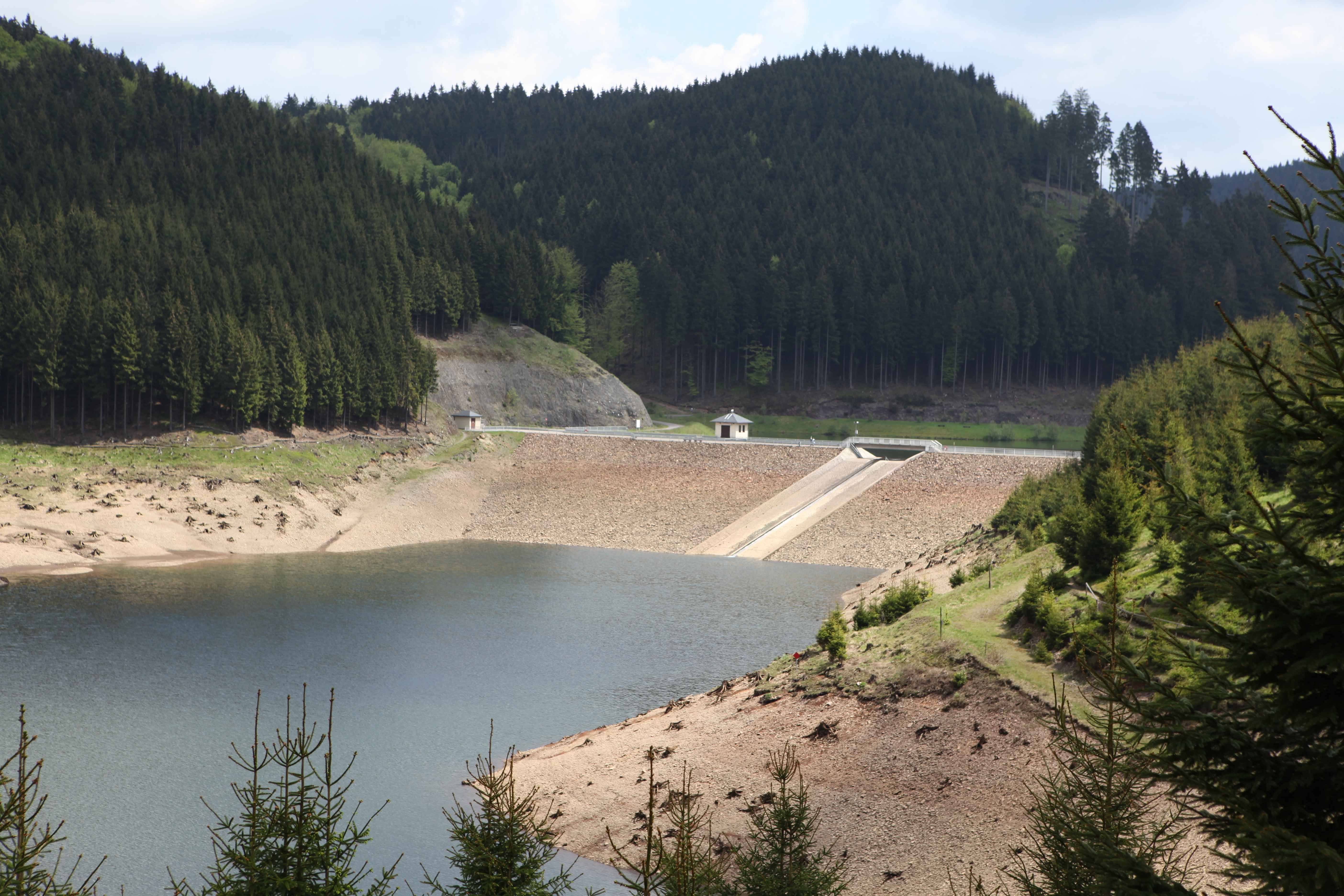
Réservoir de compensation Gräftiegelsperre.

Le réservoir supérieur est situé à une altitude de 880 m. Pour créer ce bassin, le sommet de la montagne fut arasé et une digue circulaire fut construite, de 3 370 m de long et de 9 à 40 m de haut, selon les irrégularités du terrain. Son volume utile est de 12 millions de m3 et sa surface de 55 hectares. Cette quantité d'eau suffit à assurer huit heures de production, soit un stockage d'électricité maximal de 8,5 GWh étant donné la différence d'altitude de 350 m entre le bassin de stockage et les turbines.
Le réservoir inférieur Goldisthal-Oberes Schwarzatal a une capacité de 18,9 millions de m3 ; il a été créé par la construction d'un barrage en remblai étanché par une couche de béton asphalté, sur la rivière Schwarza, à 500 m à l'amont du hameau de Goldisthal. Ce barrage sert aussi à la protection contre les crues ; il a une hauteur de 68 m et une longueur de 220 m. Le réservoir est long de 2 400 m et sa largeur maximale est de 900 m ; son altitude est de 550 m.
Un petit barrage en aval, nommé Gräftiegelsperre, d'une capacité de 0,7 million de m3, permet de protéger l'aval de la Schwarza des variations rapides de niveau du réservoir inférieur Goldisthal-Oberes Schwarzatal en les amortissant.

## Conduite forcée
Deux conduites forcées longues de 800 m, d'une pente de 25 degrés environ, transfèrent l'eau du réservoir supérieur vers la centrale.

## Centrale électrique

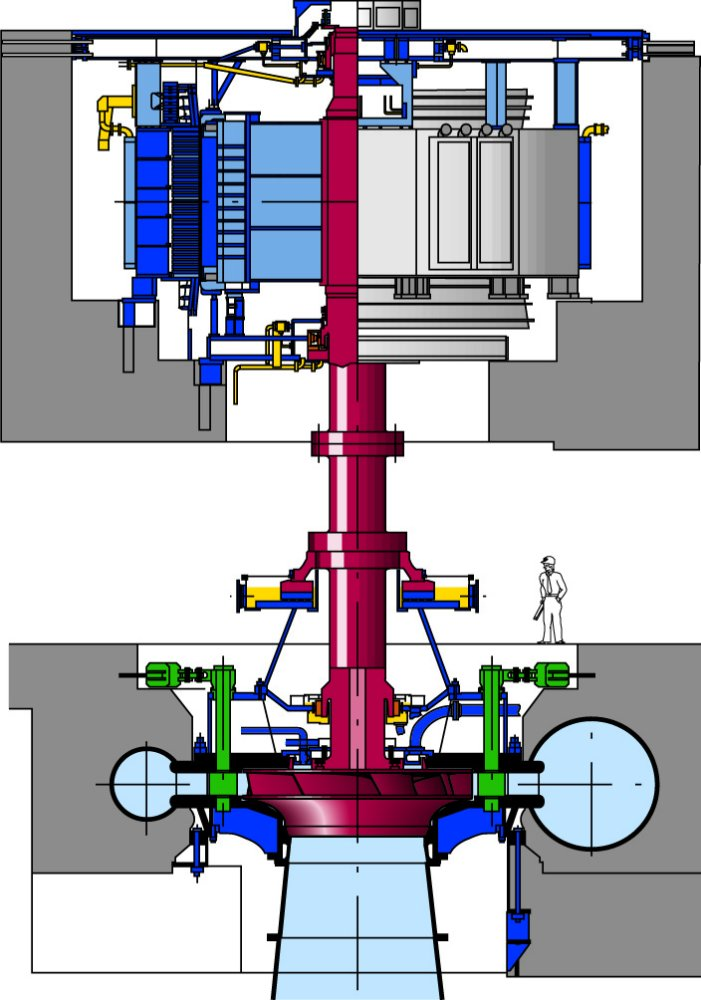
Vue en coupe d'une pompe-turbine de la centrale de pompage-turbinage de Goldisthal.
Publié avec l'aimable permission de Voith-Siemens, Allemagne.

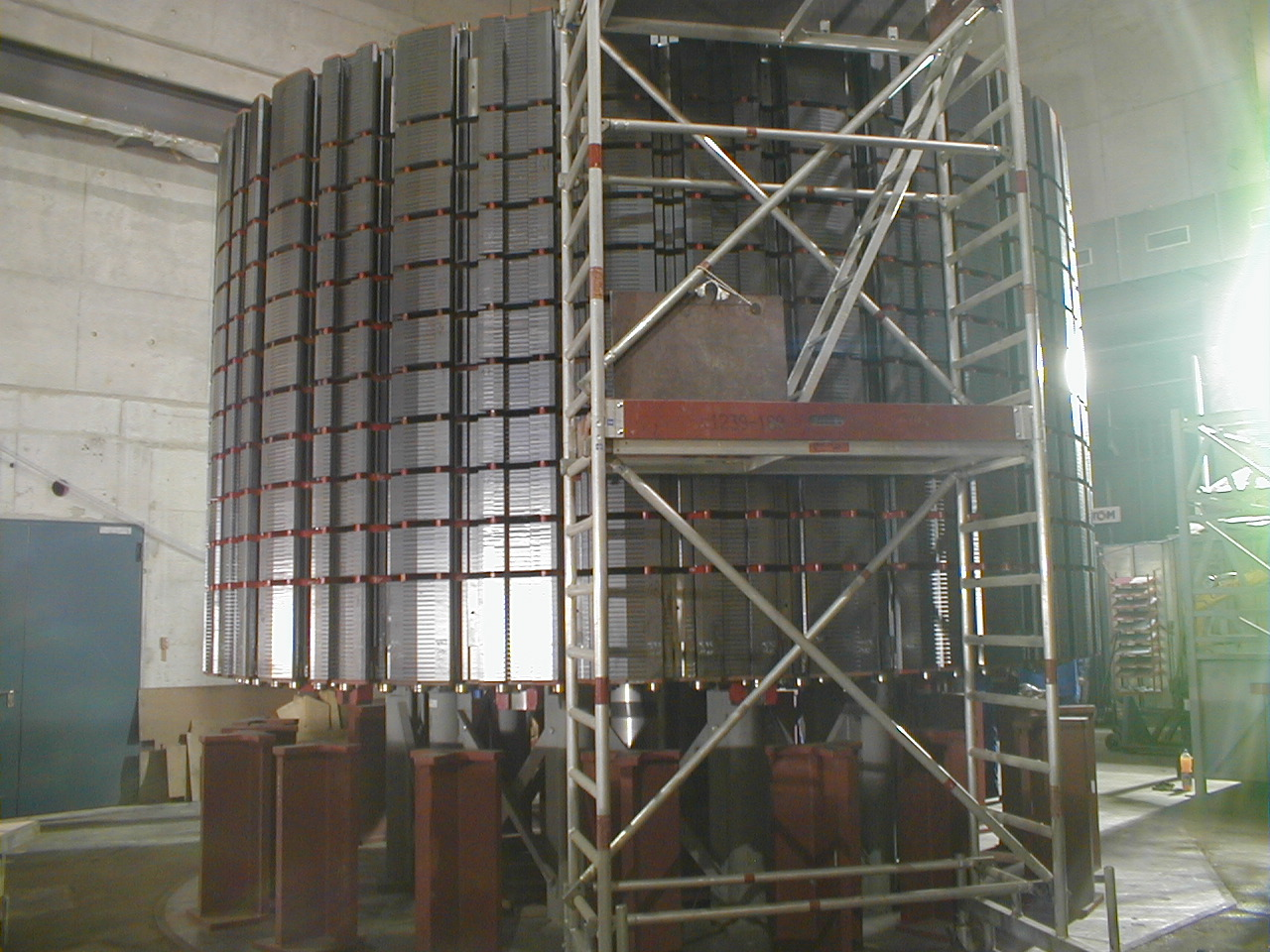
Centrale hydroélectrique de Goldisthal en Thuringe : rotor d'un moteur/générateur.

La centrale est composée d'une grande salle des machines en caverne (longueur : 137 m, largeur : 26 m, hauteur : 49 m), creusée à plusieurs centaines de mètres de profondeur dans la montagne, et d'une deuxième caverne pour les transformateurs (longueur : 122 m, largeur : 15 m, hauteur : 17 m). Après turbinage, l'eau est conduite par de grosses conduites dans le réservoir inférieur Goldisthal-Oberes Schwarzatal et y débouche à plus de 20 m au-dessous de la surface du lac. La hauteur de chute est de 350 m.
La centrale est équipée de quatre turbines-pompes Francis verticales de 265 MW. Deux de ces turbines comportent des moteurs/générateurs à vitesse variable (asynchrones) – la première application de ce type d'équipement dans un grand projet hydroélectrique en Europe. Ce dispositif apporte plusieurs avantages, dont : régulation de la puissance pendant les opérations de pompage, rendement amélioré dans les situations de fonctionnement à puissance réduite et haut niveau de contrôle dynamique de la puissance livrée, pour la stabilisation du réseau.
Le raccordement au réseau haute tension 380 kV s'effectue à la sous-station Altenfeld du réseau de l'opérateur 50 Hertz Transmission.

## Source de traduction
- (en) Cet article est partiellement ou en totalité issu de l’article de Wikipédia en anglais intitulé « Goldisthal Pumped Storage Station » (voir la liste des auteurs).

- (de) Cet article est partiellement ou en totalité issu de l’article de Wikipédia en allemand intitulé « Pumpspeicherwerk Goldisthal » (voir la liste des auteurs).